# Gare de Takamatsu
La gare de Takamatsu (高松駅, Takamatsu-eki) est une gare ferroviaire située à Takamatsu, dans la préfecture de Kagawa au Japon. C'est la principale gare de la ville. Elle est exploitée par la JR Shikoku.

## Situation ferroviaire
Gare terminus, la gare de Takamatsu marque le début des lignes Kōtoku et Yosan.

## Histoire
La gare de Takamatsu a été inaugurée le 21 février 1897.

## Service des voyageurs

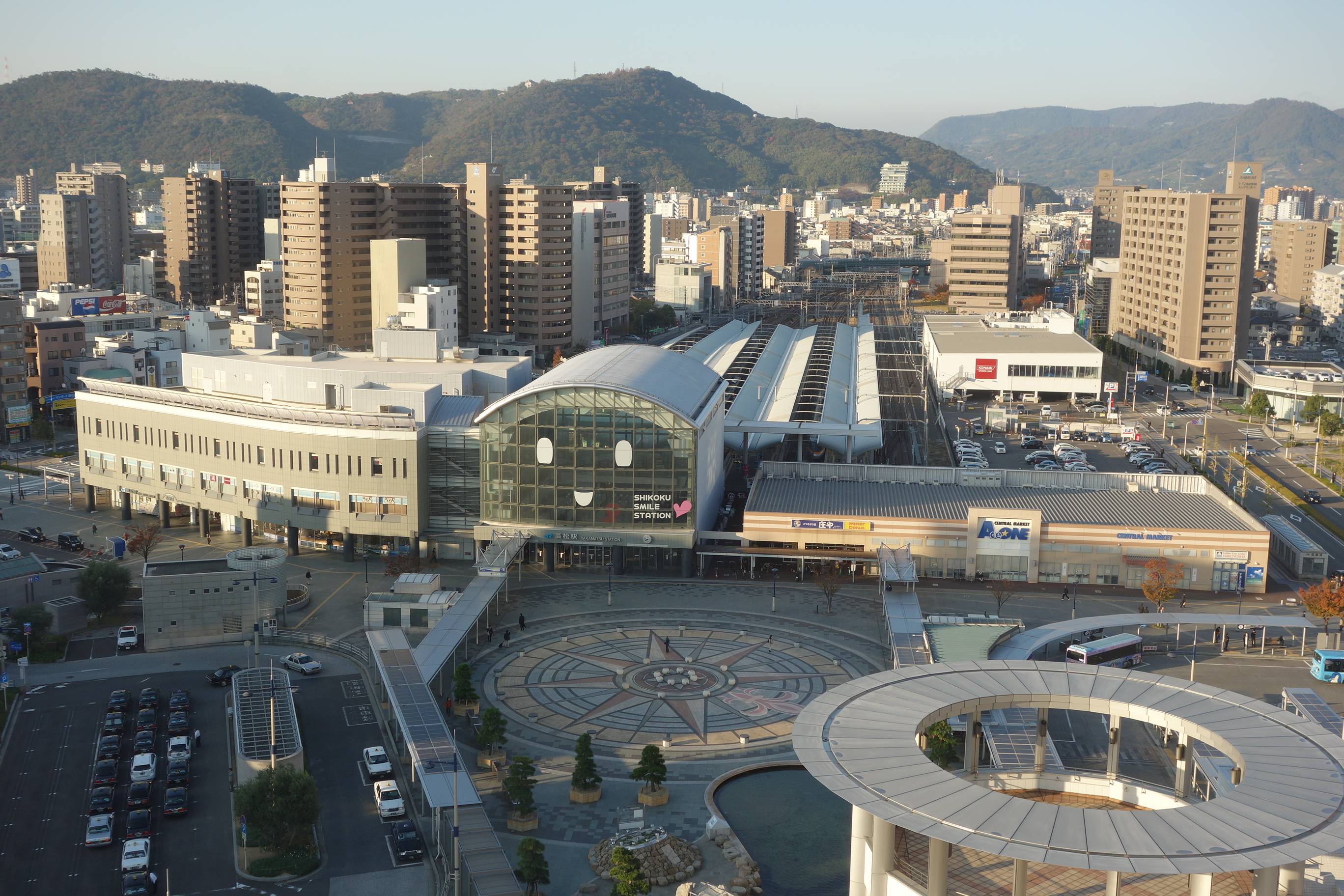
Vue aérienne de la gare.

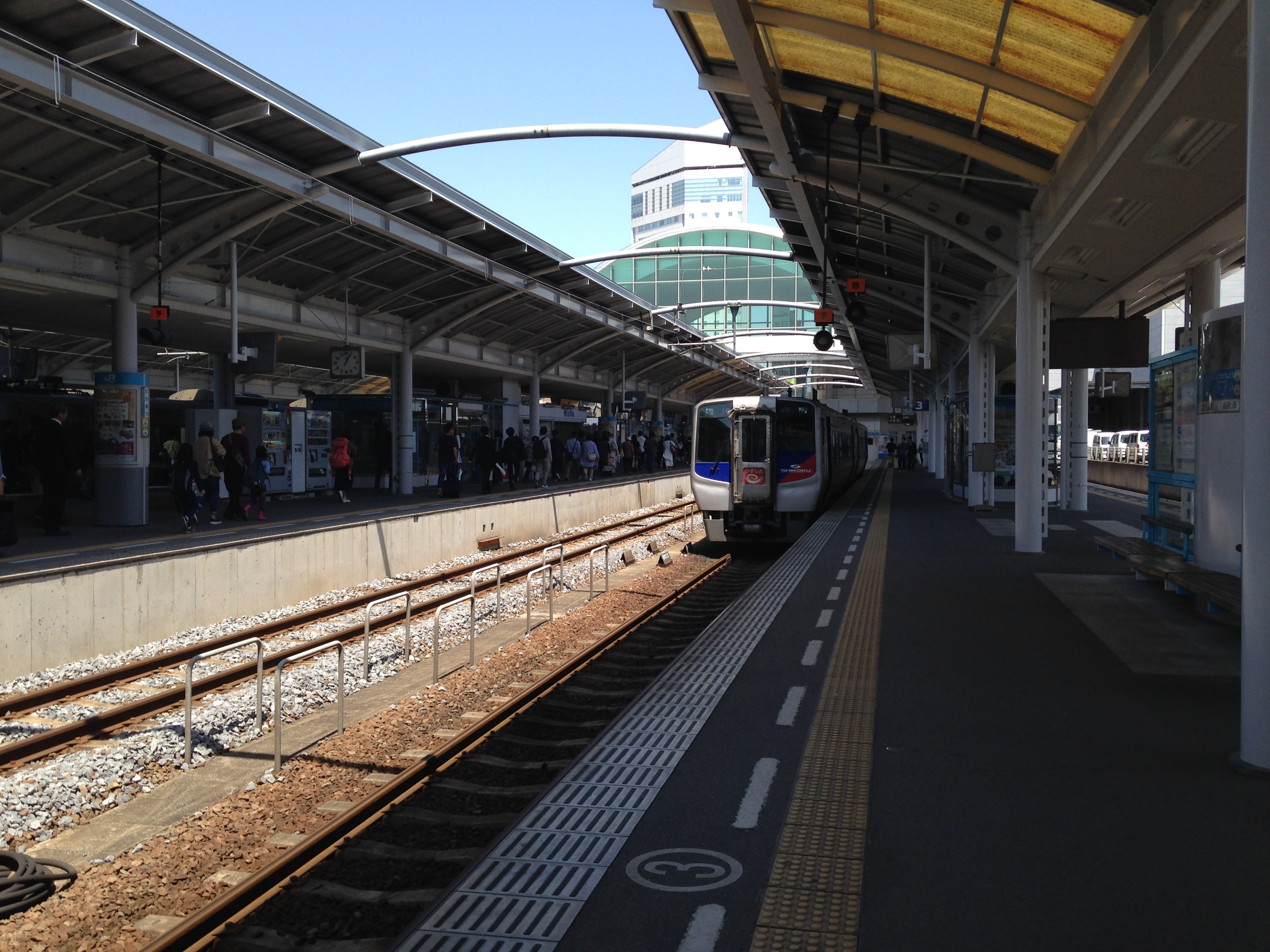
Vue des quais.

### Accueil
La gare dispose d'un bâtiment voyageurs, avec guichets, ouvert tous les jours de 4h20 à 23h00.

### Desserte
- Ligne Kōtoku :
  - voies 1 à 3 : direction Ritsurin, Shido, Sanbommatsu et Tokushima
- Ligne Yosan :
  - Voie 4 à 9 : direction Sakaide, Tadotsu (interconnexion avec la ligne Dosan pour Kotohira, Awa-Ikeda et Kōchi), Kan-onji, Iyo-Saijō, Matsuyama et Uwajima
- Ligne Seto-Ōhashi :
  - voies 5, 6 et 8 : direction Sakaide, Kojima, Chayamachi et Okayama
- Sunrise Seto :
  - voie 9 : direction Tokyo

### Intermodalité
La gare de Takamatsu-Chikkō de la compagnie Kotoden se trouve à 200 m à l'est de la gare.